# Idea diana
Idea diana är en fjärilsart som beskrevs av Hans Fruhstorfer 1906. Idea diana ingår i släktet Idea och familjen praktfjärilar. Inga underarter finns listade i Catalogue of Life.